# 竺紹康
竺绍康（1877年—1910年），字履占，号酌仙，浙江嵊县人。竺绍康主張“反清灭洋”，发动农民抗捐抗税、排外反洋教，并且与徐锡麟關係友好。
1907年初，竺绍康陪同秋瑾到浙东各地联络会党，筹划浙江起义。1908年春，他又与陶成章、陈其美商议筹划浙江起义，但因刘师培的告密而未能如期举行。1909年参加保路运动，两次密谋行刺盛宣怀未果。1910年，他参与同盟会策划的江浙皖赣闽五省武装大起义。同年，他率领浙江旅沪人士3000余人，以保路为名前往杭州抚署请愿。1910年10月，竺绍康在上海病逝。